# Pueblo (Kolorado)
Pueblo – miasto w Stanach Zjednoczonych, w stanie Kolorado, nad rzeką Arkansas w odległości 180 km na południe od Denver. Według spisu w 2020 roku liczy 111,9 tys. mieszkańców i jest dziewiątym co do wielkości miastem Kolorado. Jest częścią obszaru metropolitalnego Denver.
Pueblo leży w półpustynnym regionie w pobliżu Parku Narodowego Great Sand Dunes.

## Historia
Domniemuje się, że osadę o nazwie Fort Pueblo założył traper George Simpson w 1842 r. Została ona najechana w grudniu 1854 r. przez Apaczów, którzy zabili kilkanaście osób i doszczętnie zniszczyli osadę. Opustoszała ona na kilka lat do 1859 r., kiedy nastała na tych terenach Gorączka Złota. 
W 1870 r. utworzono współczesne miasto z połączenia czterech okolicznych osad (Pueblo 1870, South Pueblo przyłączone w 1873 r., Central Pueblo przyłączone w 1882 r. oraz Bessemer przyłączone w 1886 r.). Szybki rozwój miasta został mocno zahamowany na skutek straszliwej powodzi z 1921 r., która zniszczyła większość zabudowań miejskich w tym ponad 35% infrastruktury przemysłowej i usługowej Pueblo.
Pueblo jest historycznie nazywane „Stalowym Miastem”, ponieważ było jednym z największych producentów stali w kraju. W 1984 roku zwolniono z pracy 6,5 tys. hutników.

## Demografia
W 2020 roku ponad połowa mieszkańców miasta to Latynosi (51,1%), co jest znacznie powyżej średniej dla stanu Kolorado i obszaru metropolitalnego Denver. 5,1% populacji to rdzenna ludność Ameryki, 4,6% miało rasę mieszaną, 2,7% to czarni lub Afroamerykanie i 0,8% miało pochodzenie azjatyckie.
Wśród narodowości najwięcej deklaruje pochodzenie: 30,3% meksykańskie, 11,4% niemieckie, 7,0% irlandzkie, 6,9% hiszpańskie, 6,6% włoskie i 5,6% angielskie.

## Miasta partnerskie
- Weifang, ChRL
- Puebla, Meksyk
- Maribor, Słowenia
- Bergamo, Włochy
- Lucca Sicula, Włochy
- Chihuahua, Meksyk[5]